# 胡璟
胡璟（1447年—？），字希宋，號爻峰，應天府江寧縣人，民籍，明朝政治人物。

## 生平
成化十六年（1480年）庚子科應天府鄉試第一百三十名舉人。成化十七年（1481年）中式辛丑科會試第一百七十八名，二甲第五名進士。授開州知州，官至兖州府知府。

## 家族
曾祖胡士能；祖父胡世然；父胡大寧，母王氏
。